# Gylfe

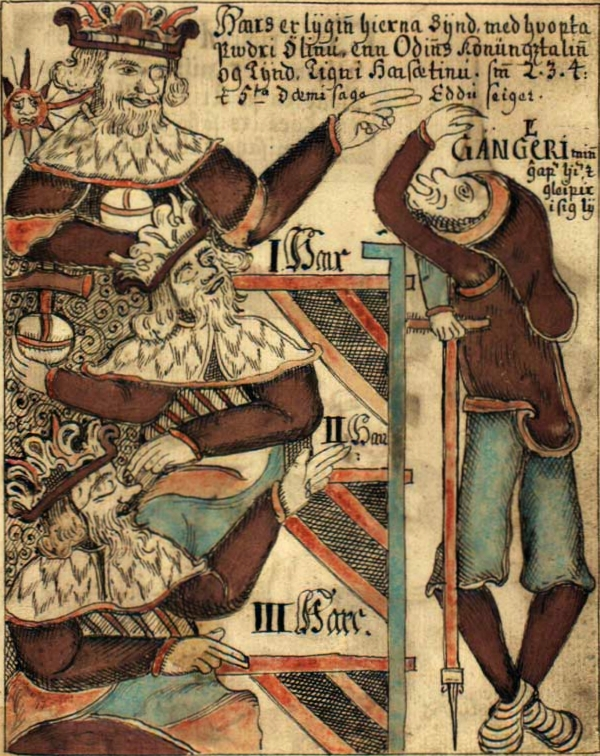
Ganglere möter de tre herrarna.

Gylfe (även Ganglere eller Gangleri) är i nordisk mytologi en forntida sveakung. Traditionen om honom handlar i huvudsak om hur han blev lurad av gudarna.

## Gylfe i Eddan
Gylfe fyller rollen av berättare i Snorre Sturlassons den Prosaiska Eddan. Berättelsen om honom själv berättas först i Gylfaginning, där kung Gylfe utfrågar de förkristna gudarna om deras natur, varpå berättelserna om deras bedrifter och historia utvecklas.
När Gylfe besöker asarna ikläder han sig rollen som vandringsmannen Ganglere. Men asarna kände redan till hans färd. Därför gjorde asarna följande synvändningar:
När Gylfe kom till Asgård tyckte han se ett högt palats, och när han trädde in i deras sal såg han tre högsäten, det ena över det andra, och en man sittande i varje. Den som satt i nedersta högsätet kallades ”Hög”, den närmaste honom ”Jämnhög” och den överste kallade sig ”Tredje”.
De frågade Gylfe hans ärende, och han svarade att han skulle vilja veta om det fanns någon särskilt kunnig man. Samtalen mellan dessa tre herrar rörde sig om den fornnordiska mytologiens alla ämnen, från världens skapelse till dess undergång.
När samtalen var avslutade hörde Gylfe ett stort gny på alla kanter. Han såg sig omkring och befann sig alldeles ensam på en jämn och stor slätt, men han märkte nu inget palats och ingen borg. Han tog sig hem och berättade vad han hade hört och sett.

## Gylfe och Gefion

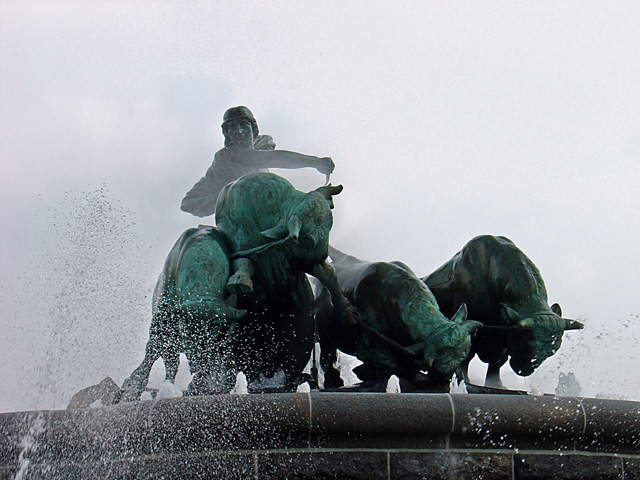
Gefionfontänen i Köpenhamn.

I Ynglingasagan berättar Snorre att innan asarna kom från den danska ön Odinsö (kan möjligen förknippas med Odense på Fyn), hade Oden sänt dit Gefion, en av asarnas sköldmör, för att utforska om landet var lämpligt som boplats. Hon hade då träffat Gylfe, som erbjudit henne så mycket land som hon med fyra oxar förmådde plöja upp på ett dygn. Gefion reste dock först vidare norrut, och träffade en man av jättesläkten, som hon fick fyra söner med. Sedan tog hon med sig sönerna söderut igen, förvandlade dem till oxar och spände dem för plogen och drog med sig ett stort stycke land ut i havet, och lät det stanna strax intill Odinsö. Ön som skall ha bildats kallades sedan Selund (Själland). Där bosatte sig sedan Gefion och blev gift med Odens son Sköld. De bodde i Leidra (Lejre).
Den stora fördjupning som uppstått efter plöjningen blev till en sjö, som kallades Logen. Fjordarna i sjön skall ha motsvarat näsen på Själland. Det har antagits att sjön som avses är Vänern eller Mälaren.

## Gylfe i Hervararsagan
I en version av Hervararsagan gifte Gylfe bort sin dotter Heithr till Sigrlami, kungen i Gårdarike. Heithr och Sigrlami fick sonen Svafrlami, som tvingade de två dvärgarna Dvalin och Durin i sagan att smida det märkliga svärdet Tirfing.